# Хаарла, Сейди
Сейди Хаарла (фин. Seidi Haarla; родилась в 1984, Киркконумми, Уусимаа, Финляндия) — финская актриса театра и кино, ставшая известной благодаря главной женской роли в фильме Юхо Куосманена «Купе номер шесть» (2021).

## Биография
Сейди Хаарла родилась в 1984 году в Киркконумми (область Уусимаа в Южной Финляндии) в семье артистов. Её отец — актёр Теури Хаарла, сын актёра Сауло Хаарла и певицы и актрисы Хелены Салониус, её младшая сестра — сценаристка и режиссёр Руусу Хаарла. В 2004 году Сейди начала играть в студенческом театре в Хельсинки. В 2005 году она изучала актерское мастерство в Российском государственном институте сценических искусств в Санкт-Петербурге, в 2015 окончила Университет искусств Хельсинки со степенью магистра искусств в области театра и драматургии.
Совместно с сестрой Хаарла создала автобиографические спектакли «Травма тела» (2014) и «Новое детство» (2020). В 2015 году она начала сниматься в кино и на телевидении: актриса появлялась в фильме «Привычный вопрос» (2019), в сериалах «После шторма» (2017) и «Слуги безмолвных» (2019). В 2021 году она сыграла одну из главных ролей в картине Юхо Куосманена «Купе номер шесть», которая получила Гран-при Каннского фестиваля и номинации на множество других премий. Сама Хаарла была удостоена за этот фильм награды Европейской киноакадемии (EFP) как одна из самых многообещающих киноактрис года и приза Гётеборгского кинофестиваля за лучшую актёрскую работу.
Сейди Хаарла живёт в Турку. Она замужем, у неё трое детей.